# Lasiurus insularis
Lasiurus insularis е вид бозайник от семейство Гладконоси прилепи (Vespertilioninae). Видът е световно застрашен, със статут Уязвим.

## Разпространение
Разпространен е в Куба.